# Muzeul Gheorghe Tattarescu
Muzeul memorial Gheorghe Tattarescu (1820-1894), este găzduit de casa în care a trăit și creat timp de patru decenii cel care a fost, alături de Theodor Aman, întemeietorul Școlii de Arte Frumoase din București. 

## Istoricul edificiului

### Informații de achiziție imobiliară
Construcția inițială a fost ridicată la începutul secolului al XIX-lea de Dimitrie Popescu (din Mahalaua Gorgani) pe ulița Belvedere, astazi str. Domnița Anastasia nr. 7. Moștenitorul lui, colonelul Alecu Popescu, a vândut casa și locul, prin cartea de mezat nr. 752/55, pictorului Gheorghe Tattarescu, în data de 25 mai 1855, pentru suma de 1231 de galbeni. Proprietatea a fost mărită cu 4 stânjeni și patru palme de teren cumpărați de la Georgio Georgescu, cu prețul de 300 galbeni, în data de 17 februarie 1857.
La momentul achiziției, proprietatea avea o vechime de cel puțin treizeci și șase de ani. Această informație reiese dintr-un act menționat în cartea de mezat, datat în anul 1819 și după planurile cadastrale realizate de 
Borroczyn, și care precizează că toate clădirile erau ridicate pe un „pod de pământ”. Locul era denumit așa pentru că făcea parte din primele străzi care nu erau podite cu bârne din lemn, ci erau bătute la mai cu pământ, moloz, piatră și cărămidă pisată. Strada și-a schimbat numele în Ulița Belvedere, denumire preluată după proprietatea din vecinătate a Goleștilor, care purta numele de Belvedere. Conform unor modificări de infrastructură și de întabulare făcute de-a lungul timpului de Gheorghe Tattarescu, precum și după două contracte de pictură bisericească și a două chitanțe, rezultă numele de Belvedere. Această afirmație este susținută de existența unei chitanțe adnotată de artist din 3 iulie 1858, prin care pictorul a plătit o sumă de bani pentru repararea pavajului din fața caselor. Strada Podul de pământ era de fapt Calea Plevnei de astăzi care coboară la Piața Mihail Kogălniceanu,mergând apoi în sus pe Bulevardul Elisabeta, continuând apoi pe aproape cu strada Domnița Anastasia.  Pe de altă parte, așa cum rezultă din certificatul de deces al pictorului, strada se numea Calea Plevnei.
În anul 1951, momentul în care casa pictorului a făcut obiectul donației către statul român a nepoatei Georgeta Wertheimer, strada se numea Dobrogeanu Gherea. În 1954, din actul de donație al soțului Georgetei, Jacques Wertheimer Ghika, reiese că strada se numea Domnița Anastasia și casa era la nr. 7. Chiar dacă numele străzii s-a tot schimbat, casa lui Tattarescu s-a aflat tot timpul amplasată în centrul Bucureștiului și foarte aproape de tot ce era mai interesant în viața cetățenilor capitalei: teatre, piețe și târgoveți, promenade.

### Amenajare locativă
Timp de trei ani, pâna în anul 1858 Tattarescu a adaptat locuința conform dorințelor sale. A mai construit câteva camere și și-a făcut un atelier pentru pictură, acolo unde au fost găzduiți și unii dintre elevii săi. Aceste modificări pot fi văzute și în ziua de astăzi privind pardoseala atelierului care prin felul cum a fost realizată face vizibil racordul vechii clădiri cu cea nou construită. La terminarea lucrărilor de amenajare, Tattarescu a înscris pe frontispiciul clădirii, spre strada Belvedere, anul 1858 și inițialele G.T., înscrisuri care se mai pot vedea și astăzi.
Corpul principal al clădirii are un singur etaj prevăzut cu cinci camere, fiecare cu câte două ferestre spre stradă, un antreu mare spre curtea interioară și un salon. Accesul spre etaj se face pe o scară din stejar masiv spre un al doilea etaj mansardat lateral, care are ferestrele spre curtea interioară. Acolo și-a amenajat pictorul atelierul ce are trei ferestre mari care primește lumina dinspre răsărit. În continuare sunt două camere destinate elevilor. Dedesubt, lateral de la antreul etajului, se desfășoară alte trei camere și bucătăria prevăzută cu o cămară. Ansamblul are ferestrele spre un cerdac din scânduri cu geamuri numeroase, care dau spre curte. În fundul curții există o scară ce permite accesul la cerdac, bucătărie și spre camerele elevilor adiacente atelierului.
Curtea a fost pavată cu bolovani de râu, ea având ieșire spre strada Belvedere printr-un gang cu intrare boltită, prevăzută cu o partă masivă în două canaturi. Ușa principală spre locuință se face prin dreapta gangului. Curtea avea și o ieșire mare spre „podul cel mare”, strada Lipscani de astăzi. Întreaga proprietate a măsurat inițial circa 950 mp, din care au rămas astăzi doar 620 mp. Sub cerdac au fost amenajate camerele personalului casnic și o pivniță boltită, puțin adâncă din cauza proximității râului Dâmbovița. Se știe că existau în acea epocă numeroase revărsări ale apelor râului care inundau adesea întreaga zonă până la Podul Mogoșoaiei, actuala Calea Victoriei. În imediata apropiere a casei artistului de pe Ulița Belvedere se afla Vadul Sacagiilor, care vindeau apa cu 10 bani/sacaua, aflat pe locul unde s-a construit Palatul Poștelor, numit în epocă Vama Poștei, actualul Muzeul Național de Istorie al României.

Imagini din casa lui Tattarescu
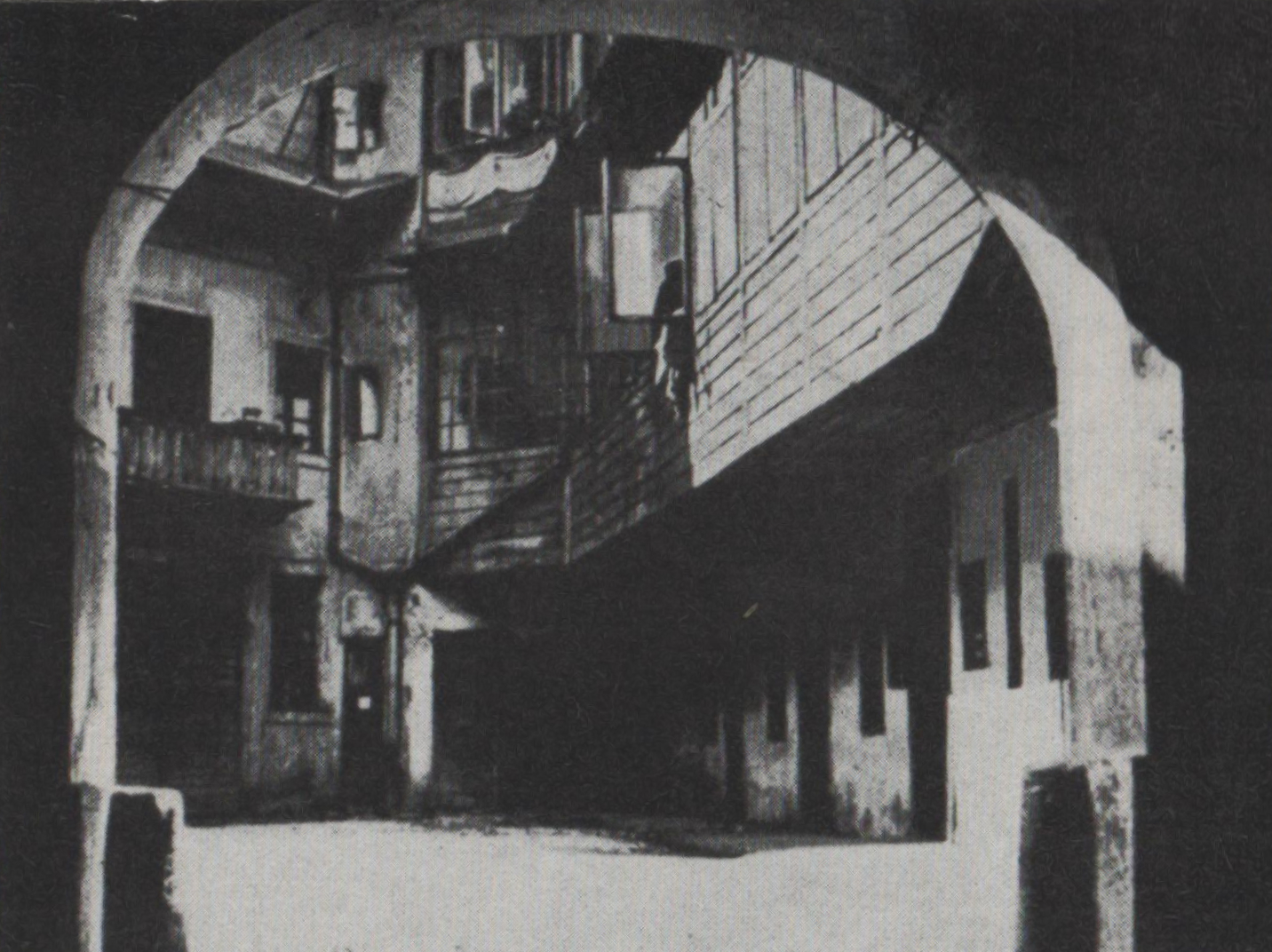
Intrarea după 1953
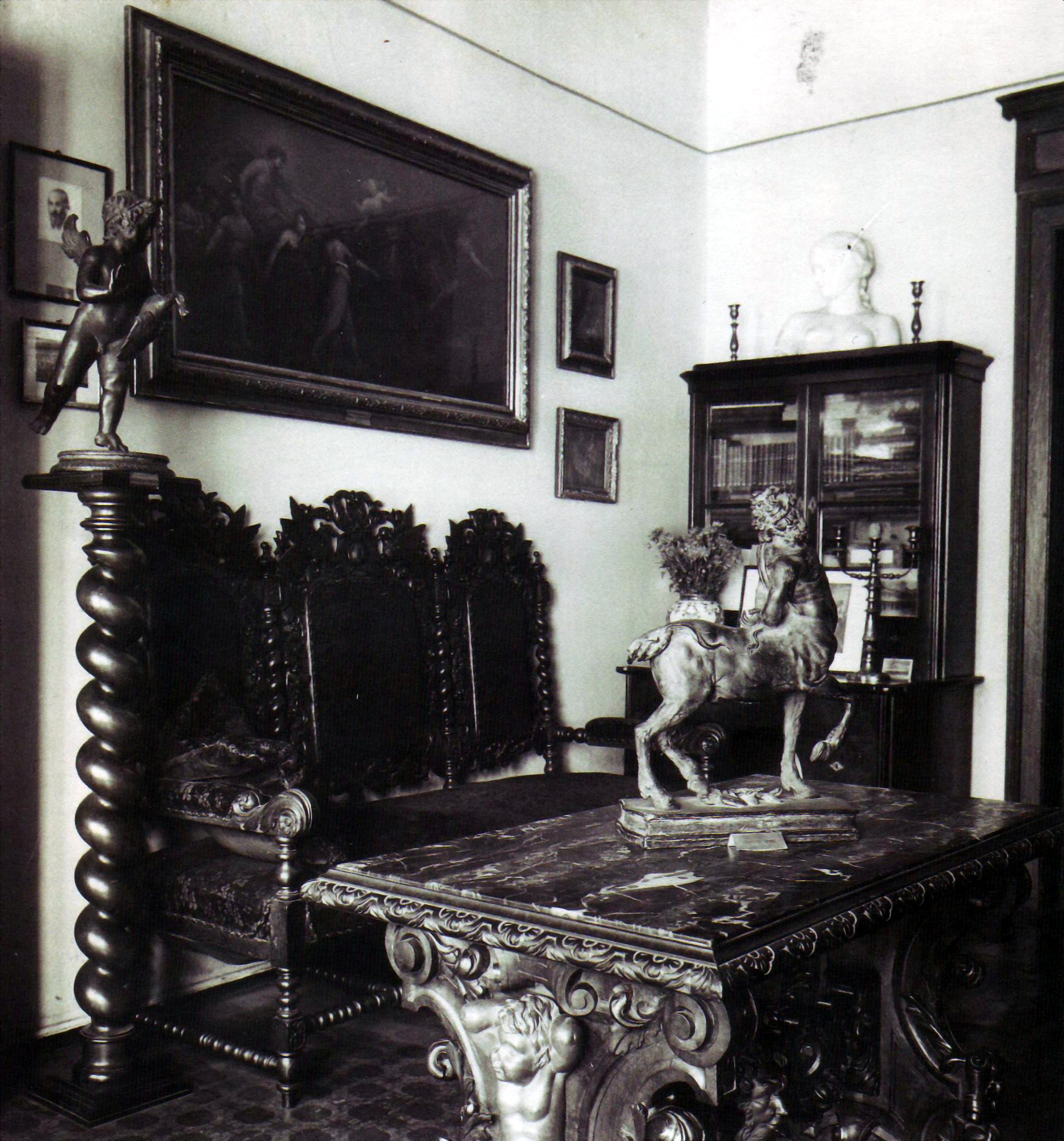
Interior după 1953
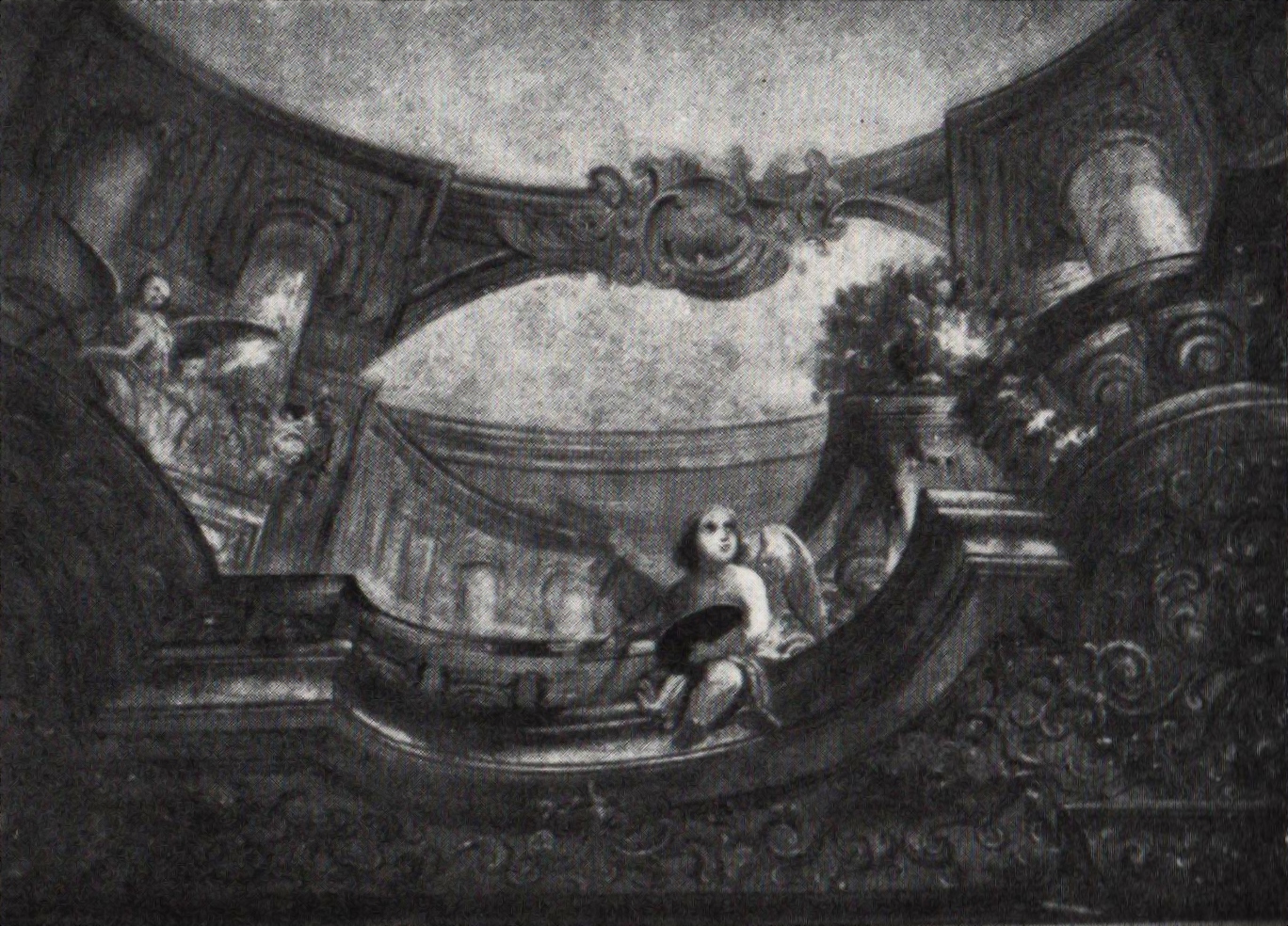
Plafonul salonului dupa 1953
Lucia Tattarescu (Eleutheriade) (1940-1942)
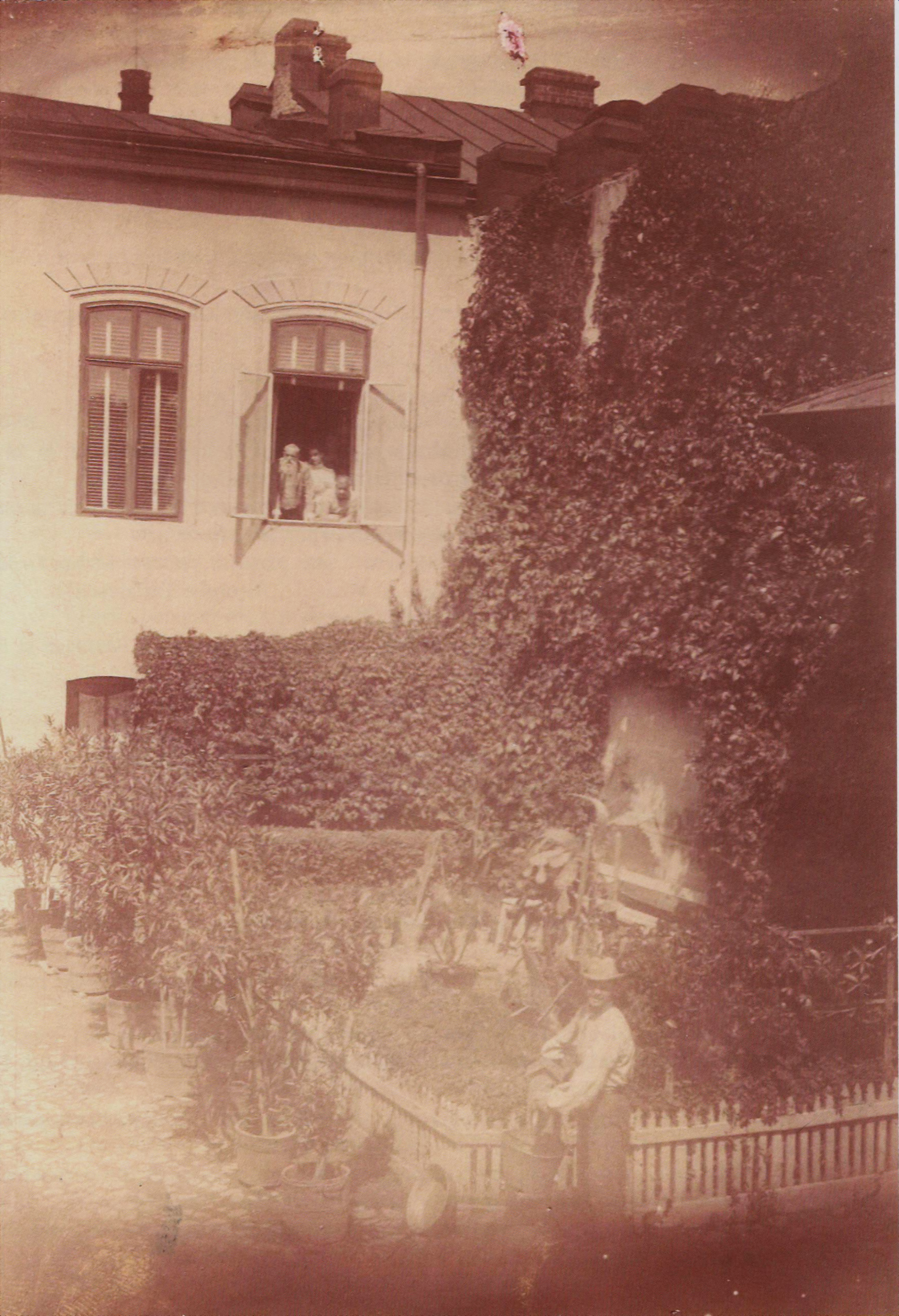
Curtea casei în anul 1894

Sub ferestrele salonului, lângă calcanul casei vecine acoperit de o frunzișul unei vițe de vie neroditoare, într-o grădină minusculă, Gheorghe Tattarescu și instalat o bancă din lemn de stejar. Pe un o porțiune dreptunghiulară din mijlocul calcanului clădirii vecine, artistul a pictat un peisaj, cu chiparoși, lebede albe și ape verzui, inspirat din Grădinile de la Tivoli.
Din cauză că zestrea Mariei Ioanidi cu care s-a căsătorit în anul 1856 nu era mare și pentru a-și asigura o sursă de venit, Gheorghe Tattarescu a reamenajat și a păstrat vechiile prăvălii aflate la parterul proprietății spre Ulița Belvedere.

### Centru de interes cultural al epocii
Gheorghe Tattarescu a locuit în casa de pe Ulița Belvedere circa patruzeci de ani, ea devenind cu timpul unul din punctele de interes din București pentru oamenii de cultură din acele vremuri.  Peste drum de casa Tattarescu se găsea fosta Casă Perdich, cea în care au locuit Mihai Eminescu și Matei Millo, Vasile Alecsandri, August Treboniu Laurian, Iuliu A. Zanne, Dimitrie Bolintineanu, Alexandru Pelimon, C.D. Aricescu și Ulysse de Marsillac, cel care a descris o vizită pe care a făcut-o lui Tattarescu în anul 1870. Atelierul și casa sa au fost locul de întâlnire al artiștilor Mișu Popp, Constantin Lecca, Nicolae Grigorescu, Theodor Aman, Karl Storck, Frederic Storck, Ion Georgescu, Constantin Esarcu și mulți alții.
Printre elevii care au locuit în camerele de lângă atelier s-au numărat Petru Niculescu, Iosif Iacșici, Gheorghe Ioanid, apoi Artur Georgescu de la Huși și Constantin I. Stăncescu. Aici le dădea iarna Tattarescu lecții de pictură și desen, iar vara îi folosea la prepararea pereților bisericilor pe care le picta. Jacques Wertheimer-Ghika a considerat că artistul a organizat în atelierul lui o școală similară Școlii de pictură de la Buzău al cărui director a fost unchiul său, zugravul de subțire Nicolae Teodorescu. Din acest motiv, Ghika a enunțat un rol important pe care l-ar fi avut pictorul român și anume, cel de precursor al Școlii de Belle Arte din București.

## Edificiu de artă al domeniului public
În anul 1951, în urma donației Georgetei Wertheimer, nepoata pictorului, ansamblul a devenit Muzeu memorial Gheorghe Tattarescu. La înființare, edificiul a purtat numele de „Casa Memorială Pictor Gheorghe Tattarescu” și era un muzeu independent. În anul 1970, casa a fost afiliată Muzeului de Artă al Municipiului București „Anastasie Simu”, care și-a schimbat în 1984 numele în Muzeul de Istorie și Artă al Municipiului București. Ulterior, în 1999 acesta și-a schimbat din nou numele în Muzeul Municipiului București. Muzeul organizat în casa lui Tattarescu a primit numele de Muzeul Memorial Gheorghe Tattarescu și a fost un loc foarte cunoscut până în anul 1989, când a fost închis pentru renovare.
„... Muzeul s-a înființat în iunie 1951 – la o sută de ani de când Tattarescu picta portretul lui Nicolae Bălcescu – în  urma donației de tablouri, desene și mobilier făcută de familia pictorului, cu condiția ca donatorii să conducă unitatea, având  asigurate locuința, întreținerea și postul de director de muzeu cât timp vor fi în viață”, construcție de la începutul sec. al 19-lea, restaurată în 1858 după ce a fost cumpărată de pictorul Tattarescu și întreținută de el și urmașii lui până în 1951, când a trecut în patrimoniul statului ...singurul muzeu din secolul trecut care-și păstrează înfățișarea deosebită prin arhitectura care amintește de vechile hanuri orientale, chiar în mijlocul unui oraș în plină înflorire, căminul primului pictor modern român de acum 100 de ani ... un atelier modest, poate primul atelier al unui pictor român în București”
 ----- declarație dată în anii 1970 de Georgeta Wertheimer și consemnată de Rodica Ion în Revista de artă și Istoria artei, Editura Muzeului Municipiului București, București, 2018, pag. 22
Declarată monument istoric, casa amintește de arhitectura vestitelor hanuri ale Bucureștiului de altădată, constituind un colț caracteristic al vechiului oraș. Muzeul memorial adăpostea o colecție cuprinzând un bogat patrimoniu de pictură, grafică (compoziții, portrete, desene), pictură murală în stil neo-pompeian, mobilier de epocă, obiecte personale, precum și un bogat fond documentar. La etaj fusese reamenajat atelierul artistului și se aflau expuse marile pânze istorice cât și galeria de portrete care l-au consacrat pe artist în conștiința contemporanilor săi. Tot la etaj locuia doamna Georgeta Wertheimer cu soțul, colecționarul Jacques Wertheimer. La parterul muzeului (în fostele ateliere ale elevilor lui Tattarescu) s-au amenajeat în anii `60 ateliere de creație ale Uniunii Artiștilor Plastici. Intrând pe gangul muzeului, în partea stângă era atelierul pictorului George Ștefănescu iar în dreapta atelierul de sculptură a lui Emil Ruși. În curtea interioară scenograful Giulio Tincu și sora doamnei Wertheimer, cunoscuta artistă plastică Micaela Eleutheriade își aveau atelierele de creație. Muzeografii Adriana Bobu și Aurelia Mocanu au adus o importantă contribuție la conservarea colecției de artă.

Picturi murale în fază înaintată de degradare din casa pictorului Tattarescu (2020)
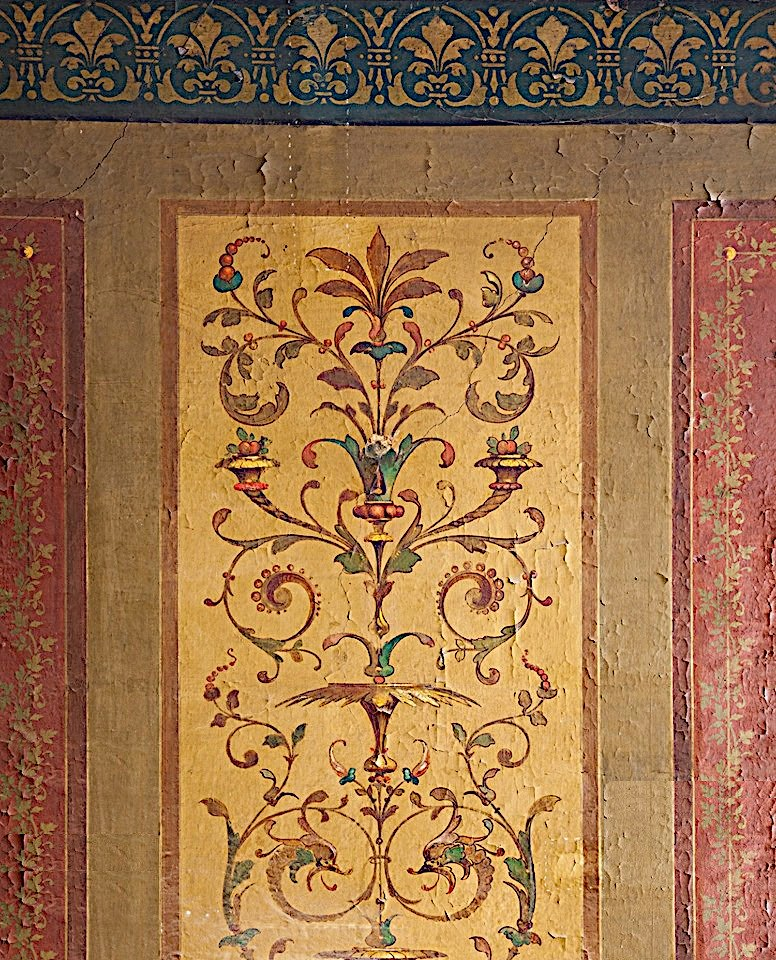
Decorație murală
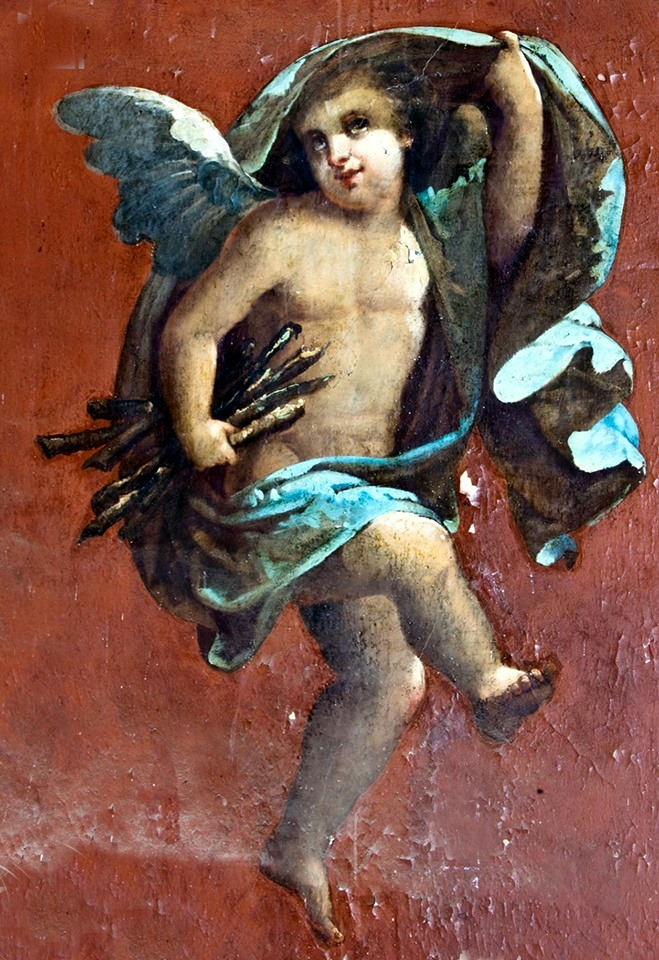
Iarna
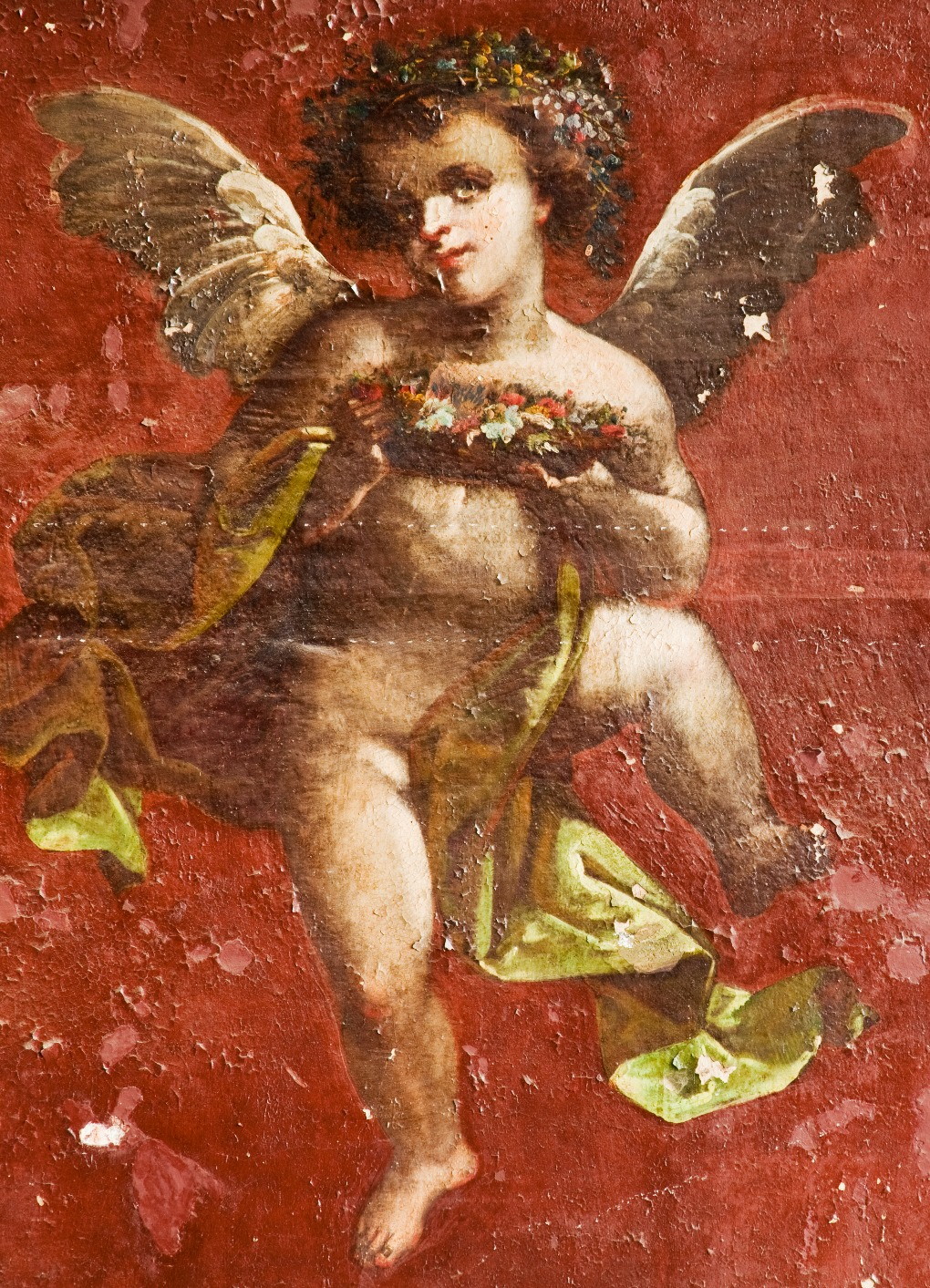
Primăvara
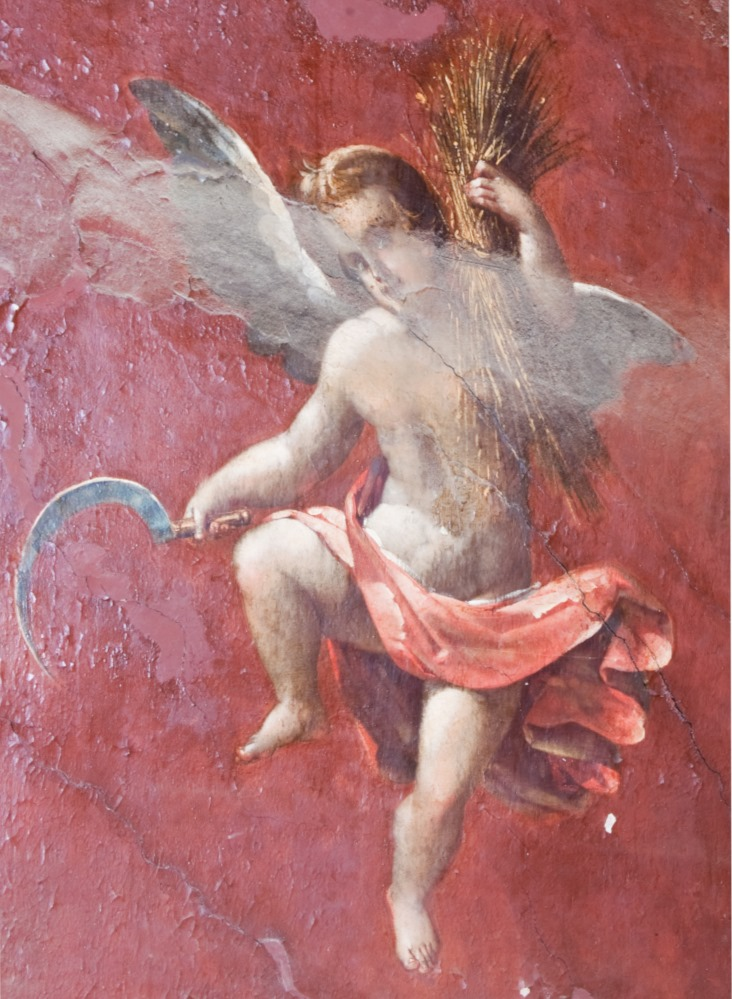
Vara
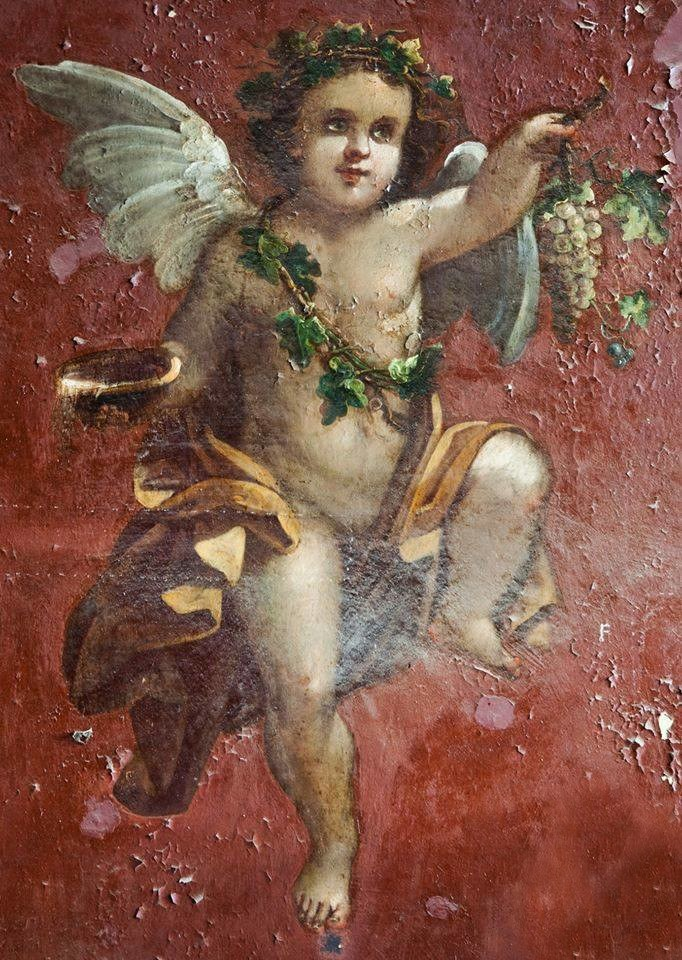
Toamna
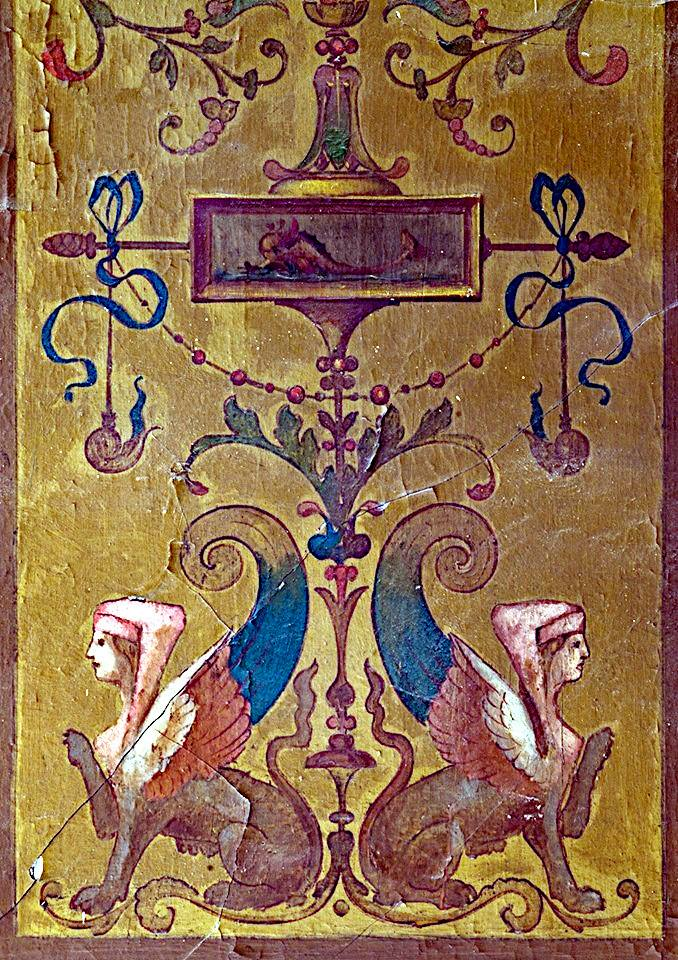
Decorație murală

După Revoluția Română din 1989 Primăria Capitalei a reabilitat muzeul Gheorghe Tăttărescu, dar în clădire au fost depozitate picturile din patrimoniul Pinacotecii București, iar clădirea a fost închisă pentru public. Aici lucrările de artă sunt conservate în condiții termohidrografice total necorespunzătoare. Deoarece microclimatul nu este stabil, lucrările de artă suferă un proces de degradare continuă ca urmare a atacului de mucegai și a contracțiilor bruște ale suporturilor în urma variațiilor de temperatură și umiditate.

Casa Memorială „Gheorghe Tattarescu”
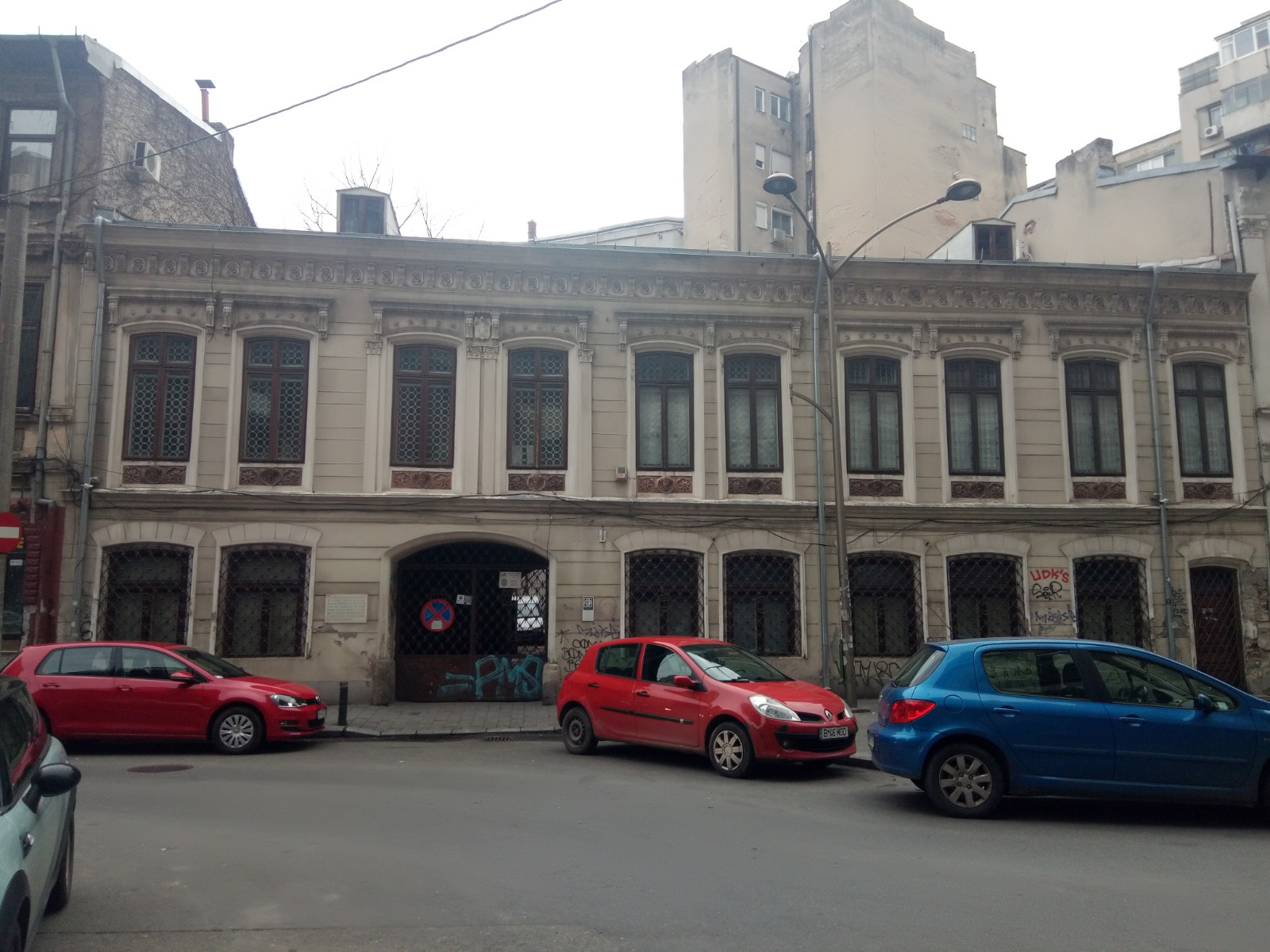
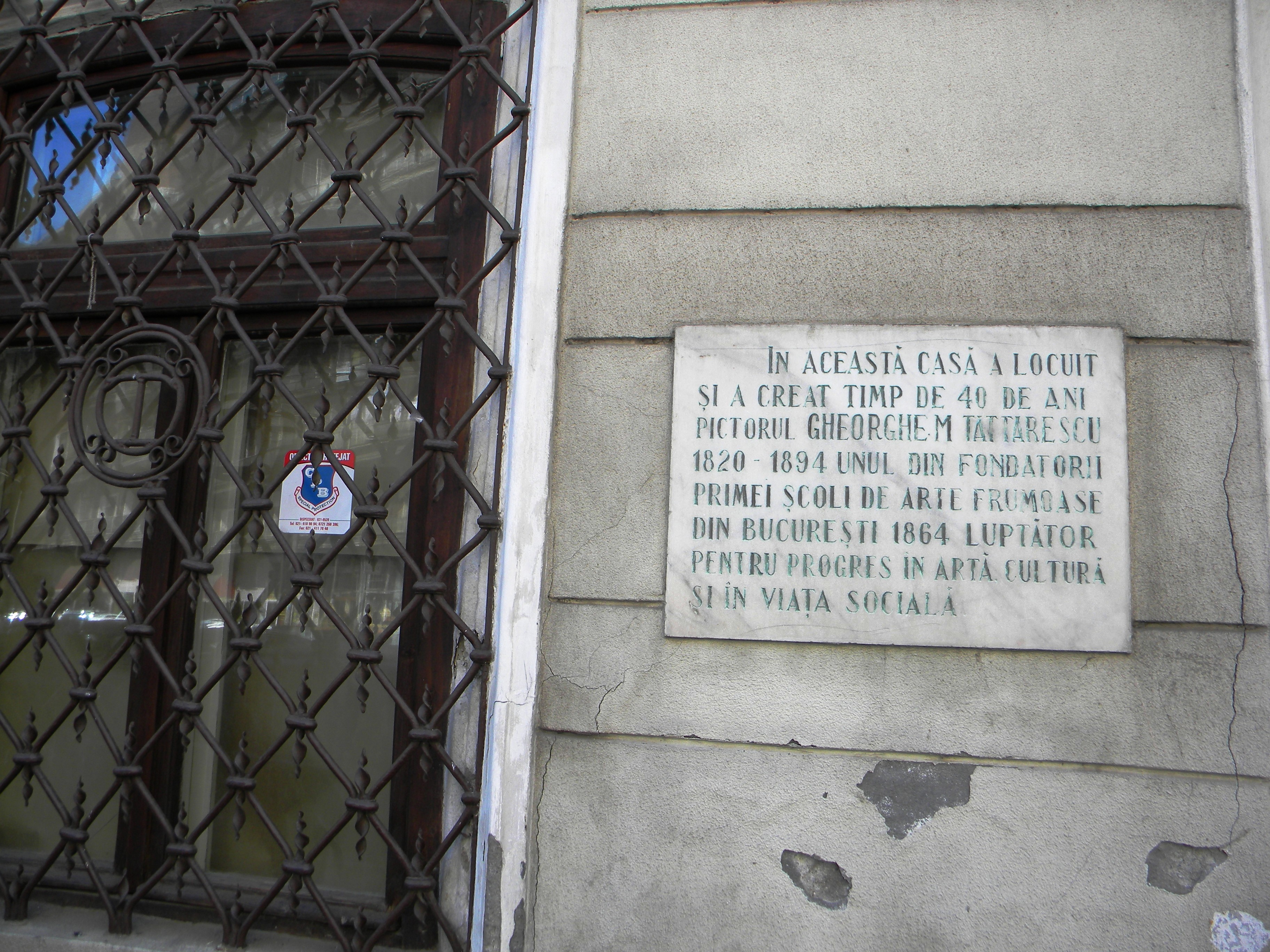
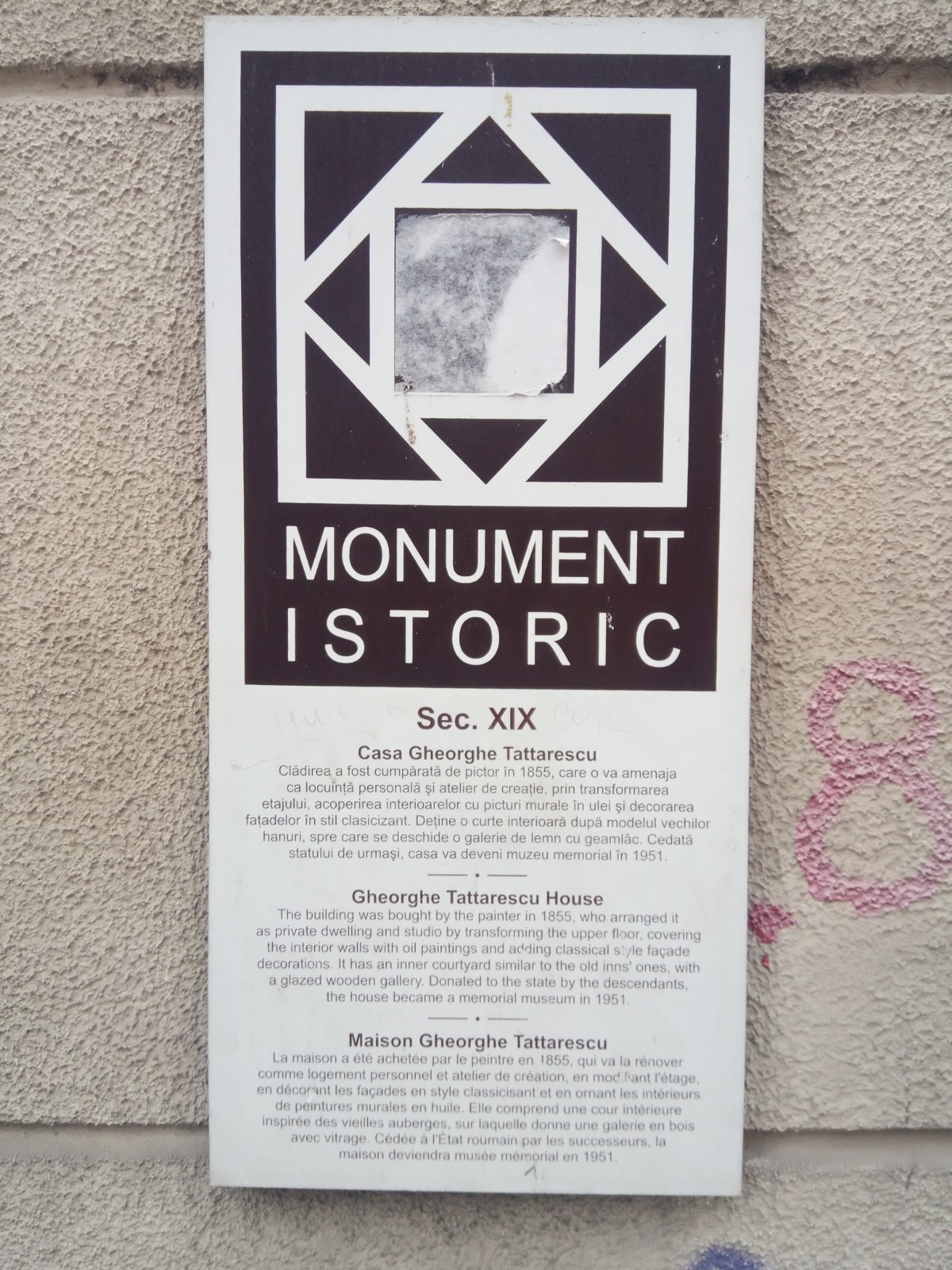
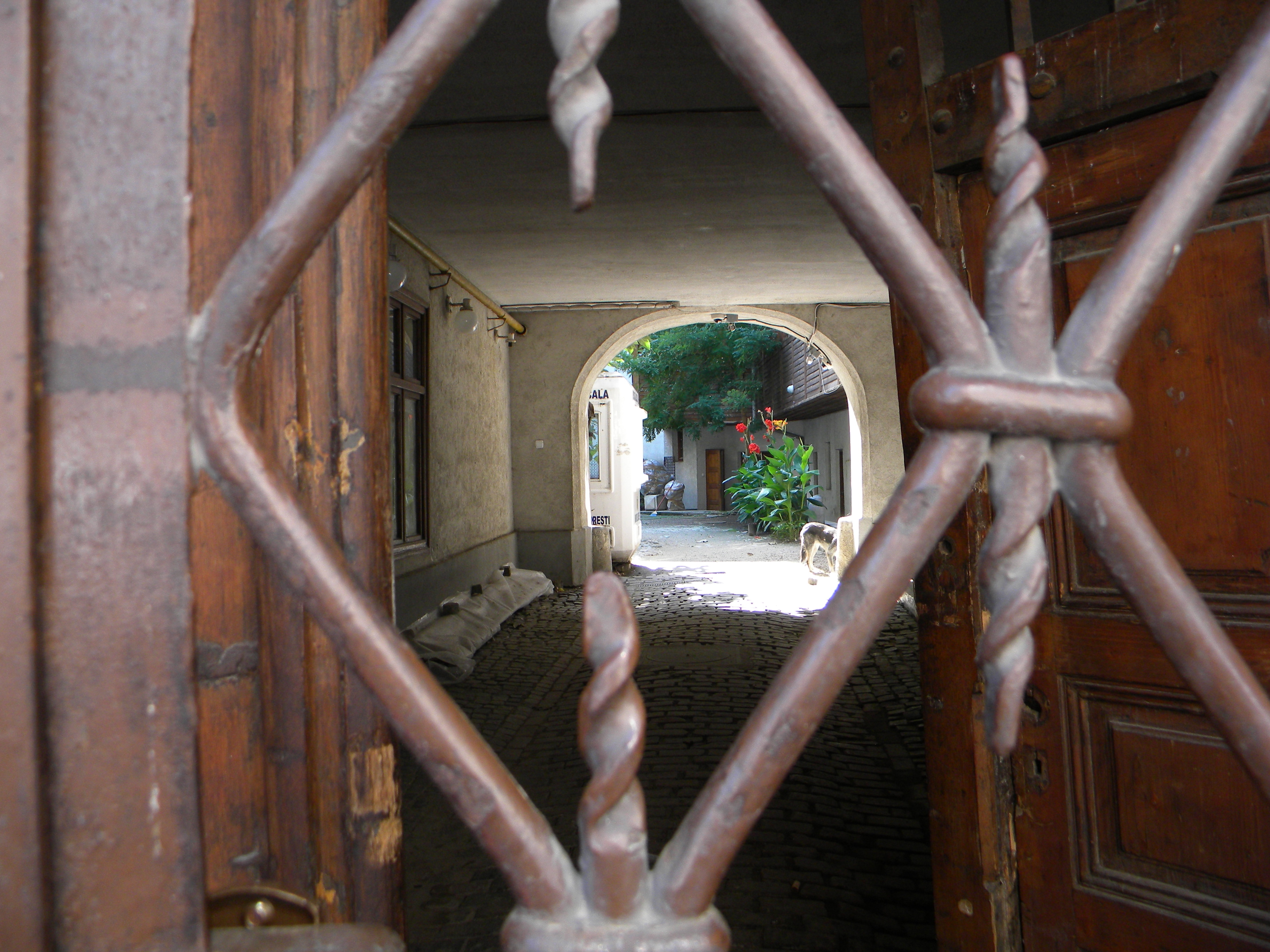
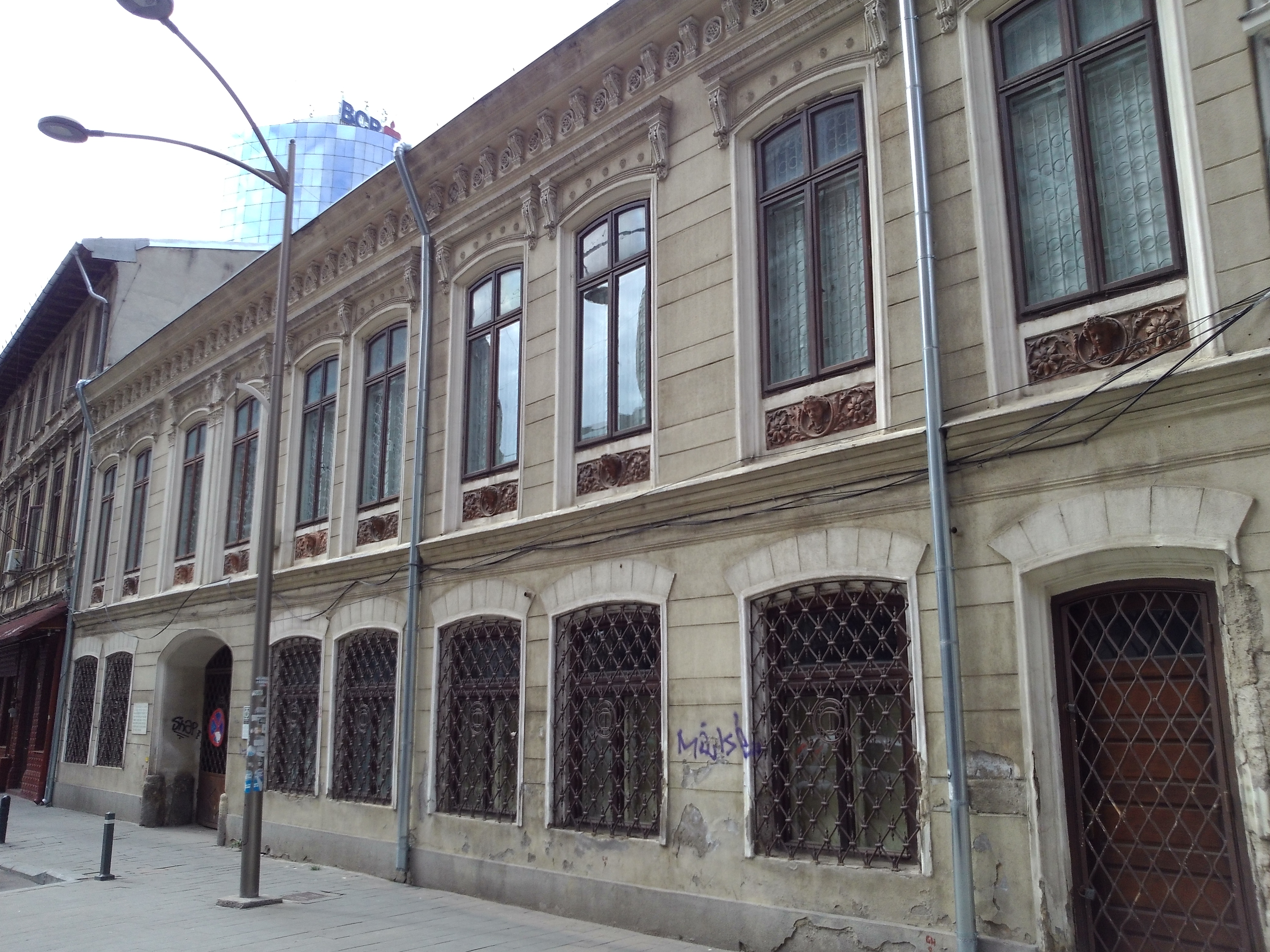